# Hygrochroma cervinata
Hygrochroma cervinata là một loài bướm đêm trong họ Geometridae.